# Rockin' Robin
„Rockin' Robin“ je pesma Bobija Deja izdata 1958. Jedini je njegov hit singl i bio je na drugom mestu Bilborda Hot 100. 1964. godine, grupa Holis je preradila pesmu i upotrebila je kao singl. 1972. godine, tada tinejdžer, Majkl Džekson je izdao pesmu kao singl koji se zatim našao na drugom mestu na listi pop singlova Bilborda.